# 萬斯大
万斯大（1633年—1683年），字充宗，晚号跛翁，世称褐夫先生。浙江寧波衛（今属宁波市海曙区）人，祖籍河南定遠（今安徽），清朝经学家。

## 生平
崇禎六年（1633年）出生，生逢丧乱，曾為張煌言安葬。入清後，棄舉子業，研習諸經，康熙六年偕同学十余人就学于黄宗羲，尤精《春秋》、《三禮》，以為“非通諸經，不能通一經；非悟傳、註之失，則不能通經”。晚年“嘗病足，自稱為跛翁”。康熙二十二年（1683年）卒於杭州，享年五十一歲。

## 家族
萬泰第六子。兄萬斯選。弟萬斯同。
有子万经。

## 代表著作
- 《仪礼商》二卷，附录一卷
- 《学礼质疑》二卷
- 《礼记偶笺》三卷
- 《春秋三传明义》二百余卷
- 《学春秋随笔》十卷
- 《濠梁万代宗谱》十一卷

## 延伸阅读
[在维基数据编辑]
 在维基文库阅读此作者作品
 《清史稿/卷481》，出自趙爾巽《清史稿》